# ローテイター
『ローテイター』（原題：Rotator）はデンマークのハードロックバンド、ディジー・ミズ・リジーが1996年に発表したアルバムである。

## 概要
- 前作からおよそ2年振りに発表されたアルバムで、このアルバムを最後にバンドは一度解散している。
- ロンドンのアビィ・ロードスタジオで録音された。

## 収録曲

### CD
| 全作詞: ティム・クリステンセン、ニック・ワストウェル、全作曲: クリステンセン（#1と5のみクリステンセンとマーティン・ニールセンの共作、全編曲: ディジー・ミズ・リジー。 |                                                                                    |                                               |                                                                         |      |
| # | タイトル                                                                           | 作詞                                          | 作曲・編曲                                                              | 時間 |
| 1. | 「ソーン・イン・マイ・プライド - Thorn In My Pride」                               | ティム・クリステンセン 、ニック・ワストウェル | クリステンセン（#1と5のみクリステンセンと マーティン・ニールセン の共作 | 3:07 |
| 2. | 「ラン - Run」                                                                     | ティム・クリステンセン 、ニック・ワストウェル | クリステンセン（#1と5のみクリステンセンと マーティン・ニールセン の共作 | 4:04 |
| 3. | 「ローテイター - Rotator」                                                         | ティム・クリステンセン 、ニック・ワストウェル | クリステンセン（#1と5のみクリステンセンと マーティン・ニールセン の共作 | 3:30 |
| 4. | 「11:07 PM - 11:07 PM」                                                            | ティム・クリステンセン 、ニック・ワストウェル | クリステンセン（#1と5のみクリステンセンと マーティン・ニールセン の共作 | 4:09 |
| 5. | 「バック・ボーン・ビート - Back-Bone-Beat」                                        | ティム・クリステンセン 、ニック・ワストウェル | クリステンセン（#1と5のみクリステンセンと マーティン・ニールセン の共作 | 4:39 |
| 6. | 「ホェン・ザ・リヴァー・ランズ・ドライ - When The River Runs Dry」                 | ティム・クリステンセン 、ニック・ワストウェル | クリステンセン（#1と5のみクリステンセンと マーティン・ニールセン の共作 | 3:50 |
| 7. | 「ブレイク - Break」                                                               | ティム・クリステンセン 、ニック・ワストウェル | クリステンセン（#1と5のみクリステンセンと マーティン・ニールセン の共作 | 4:04 |
| 8. | 「アイ・ライク・サプライズィズ - I Like Surprises」                                | ティム・クリステンセン 、ニック・ワストウェル | クリステンセン（#1と5のみクリステンセンと マーティン・ニールセン の共作 | 3:12 |
| 9. | 「リフ・サング - Riff Sang」                                                       | ティム・クリステンセン 、ニック・ワストウェル | クリステンセン（#1と5のみクリステンセンと マーティン・ニールセン の共作 | 3:20 |
| 10. | 「テイク・イット・オア・リーヴ・イット - Take It Or Leave It」                     | ティム・クリステンセン 、ニック・ワストウェル | クリステンセン（#1と5のみクリステンセンと マーティン・ニールセン の共作 | 4:22 |
| 11. | 「ファインド・マイ・ウェイ - Find My Way」                                         | ティム・クリステンセン 、ニック・ワストウェル | クリステンセン（#1と5のみクリステンセンと マーティン・ニールセン の共作 | 3:06 |
| 12. | 「トゥー・オブ・ユー - Two Of You」                                                | ティム・クリステンセン 、ニック・ワストウェル | クリステンセン（#1と5のみクリステンセンと マーティン・ニールセン の共作 | 4:40 |
| 13. | 「ライズ・アンド・フォール - Rise And Fall」                                       | ティム・クリステンセン 、ニック・ワストウェル | クリステンセン（#1と5のみクリステンセンと マーティン・ニールセン の共作 | 3:21 |
| 14. | 「アウトロ - Outro」                                                               | ティム・クリステンセン 、ニック・ワストウェル | クリステンセン（#1と5のみクリステンセンと マーティン・ニールセン の共作 | 0:56 |
| 15. | 「ペイン・ビフォア・マイ・アイズ - Pain Before My Eyes」(日本盤ボーナス・トラック) | ティム・クリステンセン 、ニック・ワストウェル | クリステンセン（#1と5のみクリステンセンと マーティン・ニールセン の共作 | 2:48 |
| 合計時間: | 合計時間:                                                                          | 53:08                                         |                                                                         |      |

## 演奏者
- ティム・クリステンセン - ギター、ヴォーカル
- マーティン・ニールセン - ベース
- ソレン・フリス